# Урбаняк, Дорота
Дорота Урбаняк (англ. Dorota Urbaniak; род. 6 мая 1972, Ласк, Лодзинское воеводство) — канадская гребчиха польского происхождения, выступавшая за сборную Канады по академической гребле в конце 1990-х — начале 2000-х годов. Бронзовая призёрка летних Олимпийских игр в Сиднее, обладательница серебряной и двух бронзовых медалей чемпионатов мира, победительница и призёрка регат национального значения.

## Биография
Дорота Урбаняк родилась 6 мая 1972 года в городе Ласк Лодзинского воеводства, Польша.
Занималась академической греблей во время учёбы в Торонтском университете, состояла в университетской гребной команде, неоднократно принимала участие в различных студенческих регатах. Позже проходила подготовку в Торонто в местном гребном клубе «Аргонавт».
Первого серьёзного успеха на взрослом международном уровне добилась в сезоне 1997 года, когда вошла в основной состав канадской национальной сборной и побывала на чемпионате мира в Эгбелете, откуда привезла награду серебряного достоинства, выигранную в зачёте распашных рулевых восьмёрок — в финальном решающем заезде уступила только команде из Румынии.
В 1998 году в восьмёрках выиграла бронзовые медали на этапе Кубка мира в Люцерне и на мировом первенстве в Кёльне.
На домашнем чемпионате мира 1999 года в Сент-Катаринсе вновь стала бронзовой призёркой в восьмёрках. Также в этом сезоне добавила в послужной список две бронзовые медали, полученные в восьмёрках на этапах Кубка мира в Вене и Люцерне.
В 2000 году на этапе Кубка мира в Люцерне взяла серебро в восьмёрках, пропустив вперёд только румынских спортсменок. Благодаря череде удачных выступлений удостоилась права защищать честь страны на летних Олимпийских играх 2000 года в Сиднее. В составе экипажа, куда также вошли гребчихи Эмма Робинсон, Баффи-Линн Александер, Элисон Корн, Тереза Люк, Хизер Макдермид, Ларисса Бизенталь, Хизер Дэвис и рулевая Лесли Томпсон, показала третий результат в восьмёрках, финишировав позади экипажей из Румынии и Нидерландов — тем самым завоевала бронзовую олимпийскую награду.
После сиднейской Олимпиады Урбаняк ещё в течение некоторого времени оставалась в гребной команде Канады и продолжала принимать участие в крупнейших международных регатах. Так, в 2002 году она выступила на этапе Кубка мира в Мюнхене и на мировом первенстве в Севилье, где заняла шестое место в зачёте восьмёрок. Вскоре по окончании этих соревнований приняла решение завершить спортивную карьеру.